# 鹽溪 (科羅拉多州)
鹽溪（英語：Salt Creek）是位於美國科羅拉多州普韋布洛縣的一個人口普查指定地區。

## 地理
鹽溪的座標為38°14′31″N 104°03′35″W / 38.24194°N 104.05972°W，而該地最高點為海拔高度1448米（即4751英尺）。

## 人口
根據2010年美國人口普查的數據，鹽溪的面積為1.119平方千米，均爲陸地。當地共有人口587人，而人口密度為每平方千米533人。